# Stadion Miejski w Şəmkirze
Stadion Miejski (azer. Şəmkir şəhər stadionu) – nieistniejący już stadion piłkarski w Şəmkirze, w Azerbejdżanie. Mógł pomieścić 10 000 widzów. Swoje spotkania do 2005 roku rozgrywali na nim piłkarze klubu FK Şəmkir.
Stadion Miejski w Şəmkirze, położony w centrum miasta, do 2005 roku służył piłkarzom klubu FK Şəmkir. Zespół ten w okresie użytkowania obiektu dwukrotnie zdobył Mistrzostwo Azerbejdżanu (w sezonach 1999/2000 i 2000/2001). W 2005 roku klub zakończył jednak swą działalność. W 2010 roku powrócił do rozgrywek, ale swoje spotkania rozgrywał już na otwartym w 2009 roku nowym stadionie w Şəmkirze. W 2018 roku stary stadion został rozebrany.